# Казамат (ратни брод)
Казамат на ратном броду (енгл. casemate) је оклопљена просторија четвороугластог облика за смештај топова, уграђена на средњем делу брода испод горње палубе. Настао је током друге половине 19. века, као последица појачања пробојности зрна увођењем олучних цеви и повећања калибра бродске артиљерије.

## Карактеристике
Казаматни систем заштите ратних бродова заснива се на смањењу оклопне површине и повећању дебљине оклопа, да би при томе тежина остала иста. Први пут је примењен на 1865, на британском бојном броду Белерофон (енгл. HMS Bellerophon), на којем су по 3 топа тешке артиљерије била распоређена бочно, а по два према прамцу и крми, смештени у оклопном казамату на средњем делу брода испод горње палубе. Дебљина казаматног оклопа била је 127 мм. Гађање се вршило кроз четвртасте отворе, а топови су међусобно били одељени оклопним преградама, које су штитиле послугу од парчади. Да би се могло сместити више топова, грађени су и двоспратни казамати - као на британском бојном броду Александра (енгл. HMS Alexandra) из 1875, са оклопом казамата дебљине 204 мм.

## Употреба
Због ограниченог сектора гађања, недовољне оклопне заштите и опасности од продора воде при валовитом мору, казамат је замењен крајем 19. века у тешкој артиљерији топовским кулама, а у средњој се задржао до краја Првог светског рата. Казамат је уграђиван само на бојним бродовима, оклопним крсташима и тешким крстарицама.